# Luke Fitzgerald
Pour les articles homonymes, voir Fitzgerald.

a Compétitions nationales et continentales officielles uniquement.

b Matchs officiels uniquement.
Dernière mise à jour le 18 octobre 2015.
Luke Matthew Fitzgerald, né le 13 septembre 1987 dans le comté de Wicklow, est un joueur de rugby à XV international irlandais évoluant principalement au poste de centre. Il a joué avec la province du Leinster entre 2006 et 2016, et avec le XV du Trèfle pendant la même période. Il est appelé pour la tournée 2009 des Lions et doit mettre un terme prématuré à sa carrière à l'âge de 28 ans sur avis médical.
Il est le fils du pilier international irlandais, Des Fitzgerald.

## Biographie
Luke Fitzgerald est né dans le comté de Wicklow sur la côte est de l'Irlande, dans la province du Leinster. Il est le fils de Des Fitzgerald, pilier international irlandais entre 1984 et 1992. Il parle l'irlandais et a joué au Hurling. Il rentre à l'University College Dublin puis intègre ensuite le club amateur du Blackrock College RFC, dépendant du Leinster Rugby.

## Carrière

### En club
Il joue alors 13 saisons avec la province de Leinster en Coupe d'Europe et en Celtic league. Il devient champion d'Europe pour la première fois avec son club en 2009 après la victoire du Leinster en finale contre les Leicester Tigers.
Lors de la saison 2015-2016, il dispute la finale du Pro12 face au Connacht. Il est touché au cou et les médecins lui conseillent de mettre un terme à sa carrière professionnelle. Ainsi, le 28 juin 2016, Luke Fitzgerald annonce la fin de sa carrière à l'âge de 28 ans.
Il déclare au sujet de sa carrière : « Ce fut un honneur et un privilège de représenter ma province, mon pays et de jouer pour les Lions Britanniques, je suis très fier de finir ma carrière en étant resté l'homme d'un seul club ».

### En équipe nationale
Il a eu sa première cape internationale, le 26 novembre 2006 avec l'équipe d'Irlande, à l’occasion d’un test match contre la sélection des îles du Pacifique. Il participe à la tournée des Lions britanniques en 2009.
Il participe à la coupe du monde 2015 se disputant en Angleterre. Il joue quatre matches, dont le quart de finale perdu par l'Irlande face à l'Argentine, où Luke Fitzgerald était remplaçant et où il inscrit un essai.

## Palmarès

### En club
- Vainqueur de la Celtic league en 2008, 2013 et 2014
  - Finaliste : 2010, 2011, 2012 et 2016
- Vainqueur de la Coupe d'Europe en 2009, 2011 et 2012

### En sélection nationale
- Vainqueur du Grand Chelem en 2009
- Vainqueur du Tournoi des Six Nations 2015

## Statistiques

### En province
Luke Fitzgerald ne porte les couleurs que d'une seule province, le Leinster. Il joue un total de 151 matches et inscrit 160 points avec le Leinster en 13 ans.
| Période   | Club     | Compétitions   | Matches | Essais | Points |
| --------- | -------- | -------------- | ------- | ------ | ------ |
| 2006-2016 | Leinster | Pro12          | 100     | 21     | 105    |
| 2006-2016 | Leinster | Coupe d'Europe | 51      | 11     | 55     |

### En équipe nationale
Au 18 octobre 2015, Luke Fitzgerald compte 34 sélections avec l'Irlande, dont 23 en tant que titulaire, depuis sa première sélection le 26 novembre 2006 face à l'équipe des Pacific Islanders. Il inscrit quinze points, trois essais.
Il participe à cinq éditions du Tournoi des Six Nations, en 2008, 2009, 2011, 2013, 2015. Il dispute quinze rencontres, et inscrit dix points.
Il participe à une édition de la Coupe du monde, en 2015 où il joue quatre rencontres, face au Canada, l'Italie, la France et l'Argentine. Il est titulaire pour le premier face au Canada, puis remplaçant pour le reste de la compétition. Il inscrit un essai en quart de finale.

### Lions britanniques et irlandais
Luke Fitzgerald participe à une tournée des Lions britanniques et irlandais, en 2009, en Afrique du Sud. Il est appelé par l'écossais Ian McGeechan et joue un test match, le deuxième, en étant titulaire au poste d'ailier. Les Lions perdent sur le score de 28 à 25 et s'inclinent finalement sur la tournée avec 1 victoire contre 2 pour les Springboks. Il joue un test et un total de quatre matches rencontres.